# Mihael Klepač
Mihael Klepač (Osijek, 19 settembre 1997) è un calciatore croato, centrocampista svincolato.

## Carriera
Cresciuto nel settore giovanile dell'Osijek, debutta in prima squadra il 26 maggio 2017 in occasione dell'incontro di 1. HNL vinto 1-0 contro l'RNK Spalato.

## Statistiche

### Presenze e reti nei club
Statistiche aggiornate al 16 ottobre 2021.
| Stagione        | Squadra         | Campionato      | Campionato | Campionato | Coppe nazionali | Coppe nazionali | Coppe nazionali | Coppe continentali | Coppe continentali | Coppe continentali | Altre coppe | Altre coppe | Altre coppe | Totale | Totale |
| Stagione        | Squadra         | Comp            | Pres       | Reti       | Comp            | Pres            | Reti            | Comp               | Pres               | Reti               | Comp        | Pres        | Reti        | Pres   | Reti   |
| --------------- | --------------- | --------------- | ---------- | ---------- | --------------- | --------------- | --------------- | ------------------ | ------------------ | ------------------ | ----------- | ----------- | ----------- | ------ | ------ |
| 2016-2017       | Osijek          | 1.HNL           | 1          | 0          | CC              | 0               | 0               |                    | -                  | -                  |             | -           | -           | 1      | 0      |
| 2017-gen. 2018  | Dugopolje       | 2.HNL           | 16         | 4          | CC              | 0               | 0               |                    | -                  | -                  |             | -           | -           | 16     | 4      |
| gen.-giu. 2018  | Varaždin        | 2.HNL           | 9          | 0          | CC              | 0               | 0               |                    | -                  | -                  |             | -           | -           | 9      | 0      |
| 2018-gen. 2019  | Rudeš           | 1.HNL           | 15         | 0          | CC              | 0               | 0               |                    | -                  | -                  |             | -           | -           | 15     | 0      |
| gen.-giu. 2019  | Željezničar     | PL              | 4          | 0          | CB              | 0               | 0               |                    | -                  | -                  |             | -           | -           | 4      | 0      |
| 2019-2020       | Aluminij        | 1.SNL           | 27         | 9          | CS              | 3               | 2               |                    | -                  | -                  |             | -           | -           | 30     | 11     |
| 2020-gen. 2021  | Aluminij        | 1.SNL           | 13         | 0          | CS              | 2               | 1               |                    | -                  | -                  |             | -           | -           | 15     | 1      |
| gen.-giu. 2021  | NŠ Mura         | 1.SNL           | 13         | 1          | CS              | 0               | 0               |                    | -                  | -                  |             | -           | -           | 13     | 1      |
| 2021-2022       | NŠ Mura         | 1.SNL           | 11         | 1          | CS              | 0               | 0               | UCL+UEL+UECL       | 4+4+1              | 0+2+0              |             | -           | -           | 19     | 3      |
| Totale carriera | Totale carriera | Totale carriera | 109        | 15         |                 | 5               | 3               |                    | 9                  | 2                  |             | -           | -           | 123    | 20     |

## Palmarès

### Competizioni nazionali
- Campionato sloveno: 1

NŠ Mura: 2020-2021
- Campionato maltese: 1

Ħamrun Spartans: 2024-2025